# Оружар
Оружар је мајстор-занатлија или професионалац специјализован за израду, поправку, одржавање и руковање оружјем. Ово занимање има веома дугу историју и значајно се трансформисало кроз векове, од средњовековног занатлије који је ковао мачеве и оклопе, до савременог стручњака који ради у војсци, полицији, или као специјализовани мајстор на филму и у позоришту.

## Порекло назива и дефиниција
Назив "оружар" је словенског порекла, изведен директно из именице оружје. Основна дефиниција занимања обухвата сваког стручњака који ради са оружјем. Међутим, у савременом добу, дошло је до специјализације, па се данас под овим појмом могу подразумевати различите улоге. Често се као синоним за цивилног оружара који се бави ватреним оружјем користи и назив пушкар.

## Историјски развој занимања
Улога оружара била је од кључног значаја у свим периодима људске историје обележеним сукобима.
- Средњовековни и нововековни оружар: У овом периоду, оружар је био високо цењени ковач специјализован за израду хладног оружја (мач, копље, секира) и оклопа. Били су кључни за опремање војски, а њихове радионице су често биле део замкова или утврђених градова. Са појавом ватреног оружја, развија се и специјализација за израду пушака и топова. У градовима су били организовани у еснафе.[3]

## Савремени оружар (по областима)
Данас је занимање оружара јасно подељено према области рада.

### Војни и полицијски оружар
У војсци и полицији, оружар је стручно лице задужено за одржавање, поправку и чување целокупног арсенала јединице. Њихове дужности укључују:
- Редовне инспекције, чишћење и подмазивање оружја.
- Дијагностику и отклањање кварова.
- Замену делова и поправку оштећеног оружја.
- Вођење евиденције о оружју (инвентар).
- Обезбеђивање да је сво оружје у исправном и безбедном стању за употребу.

Обука за ово занимање одвија се у оквиру специјализованих војних или полицијских школа и курсева.

### Филмски и позоришни оружар
На филму и у позоришту, оружар је специјализовани реквизитер који је одговоран за све оружје које се користи на сцени или у кадру. Ово је изузетно одговорна функција због безбедносних ризика. Његови задаци су:
- Набавка или израда реплика историјског или футуристичког оружја.
- Прилагођавање правог ватреног оружја за испаљивање маневарске муниције ("ћорака").
- Стриктна контрола и надзор над свим оружјем на сету.
- Обезбеђивање максималне безбедности свих учесника током снимања сцена са оружјем.
- Обука глумаца за правилно и безбедно руковање сценским оружјем.

### Пушкар(цивилни оружар)
Пушкар је занатлија који се бави израдом, поправком и модификацијом ватреног оружја за цивилну употребу, као што је лов или спортско стрељаштво. Пушкари су често високоспецијализовани мајстори који ручно израђују или дорађују пушке и пиштоље по наруџбини. Њихов рад захтева прецизну машинску обраду, као и вештину обраде дрвета за кундаке.

## Обука, вештине и алати
Занимање оружара захтева специфичан скуп вештина и знања:
- Вештине: Дубоко познавање механике и балистике, прецизност у раду, одговорност, познавање мера безбедности, а у историјском и пушкарском занату и вештине обраде метала и дрвета.
- Обука: Обука се стиче у војно-техничким школама, занатским школама за обраду метала, или кроз специјализоване курсеве и праксу под менторством искусног мајстора.
- Алати: Спектар алата је широк, од традиционалних ковачких и браварских алата, до савремених прецизних машина, инструмената за дијагностику и специјализованих алата за поправку и чишћење оружја.